# Białowice
Białowice (niem. Billendorf) – wieś w Polsce położona w województwie lubuskim, w powiecie zielonogórskim, w gminie Nowogród Bobrzański.
Na południowy zachód od Białowic leżała dawna wieś Jasion (obecnie nie istnieje).
W latach 1975–1998 miejscowość administracyjnie należała do województwa zielonogórskiego.

## Historia

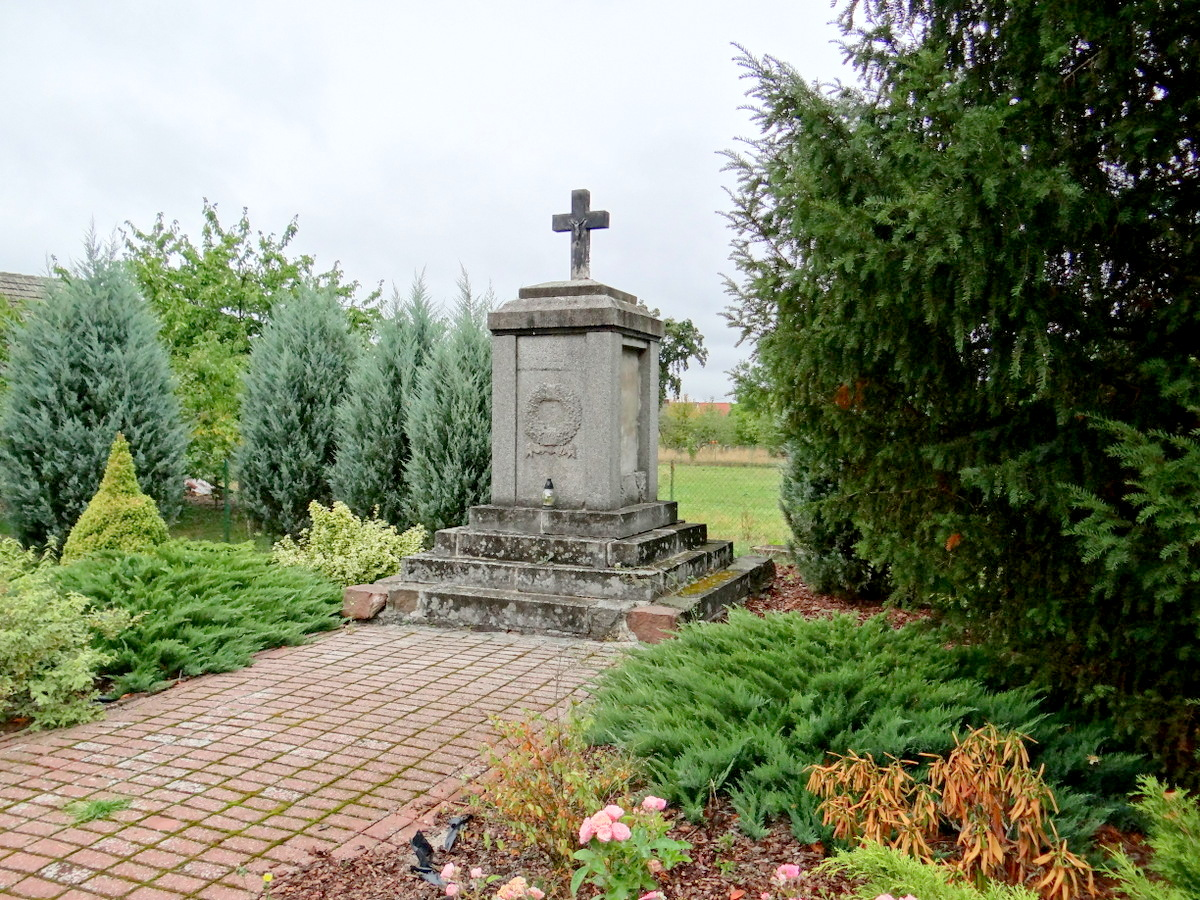
Pomnik poległych w I wojnie światowej

Wieś w drugiej połowie XIV wieku należała do dominium żarskiego Bibersteinów. Ówczesna Belendörff według wzmianki z 1381 roku liczyła 18 łanów i znajdowała się wówczas w posiadaniu Henzla von Rothenburga oraz stanowiła lenno kościelne proboszcza z Żar. Nazwa Bolindorff pojawia się w 1433 roku. Wenzel von Biberstein w 1449 roku nadał tu lenno Bernhardowi Bunschowi. Właścicielem Białowic w połowie XV wieku był Hans von Unwürde, a Hansa Bunscha wymienia się w latach 1508-1512 oraz Nikola von Gablenza składającego hołd lenny Bibersteinom w 1531. Hans von Wiedebach panował w Białowicach w 1343 roku. Za jego czasów, od 1540 roku mieszkańcy wsi zaczęli przechodzić na luteranizm. W roku 1551 po śmierci ostatniego właściciela z rodziny Bibersteinów dominium żarskie, a wraz z nim Białowice, przeszło na własność cesarza rzymskiego i króla czeskiego Ferdynanda Habsburga. Od 1558 roku stanowiło ono własność rodziny Promnitzów, kiedy to lenno kupił biskup wrocławski Balthasar von Promnitz. Po wygaśnięciu białowickiej linii Wiedebachów wieś otrzymywali w formie lenna przedstawiciele innych rodów: von Rothenburg i von Berg. Majątek białowicki po 1734 roku przeszedł pod zarząd Hansa Erdmanna von Promnitza, który jako ostatni z rodu, w 1765 roku zrzekł się praw do państwa stanowego Żary-Trzebiel na rzecz elektorów saskich. 

## Zabytki

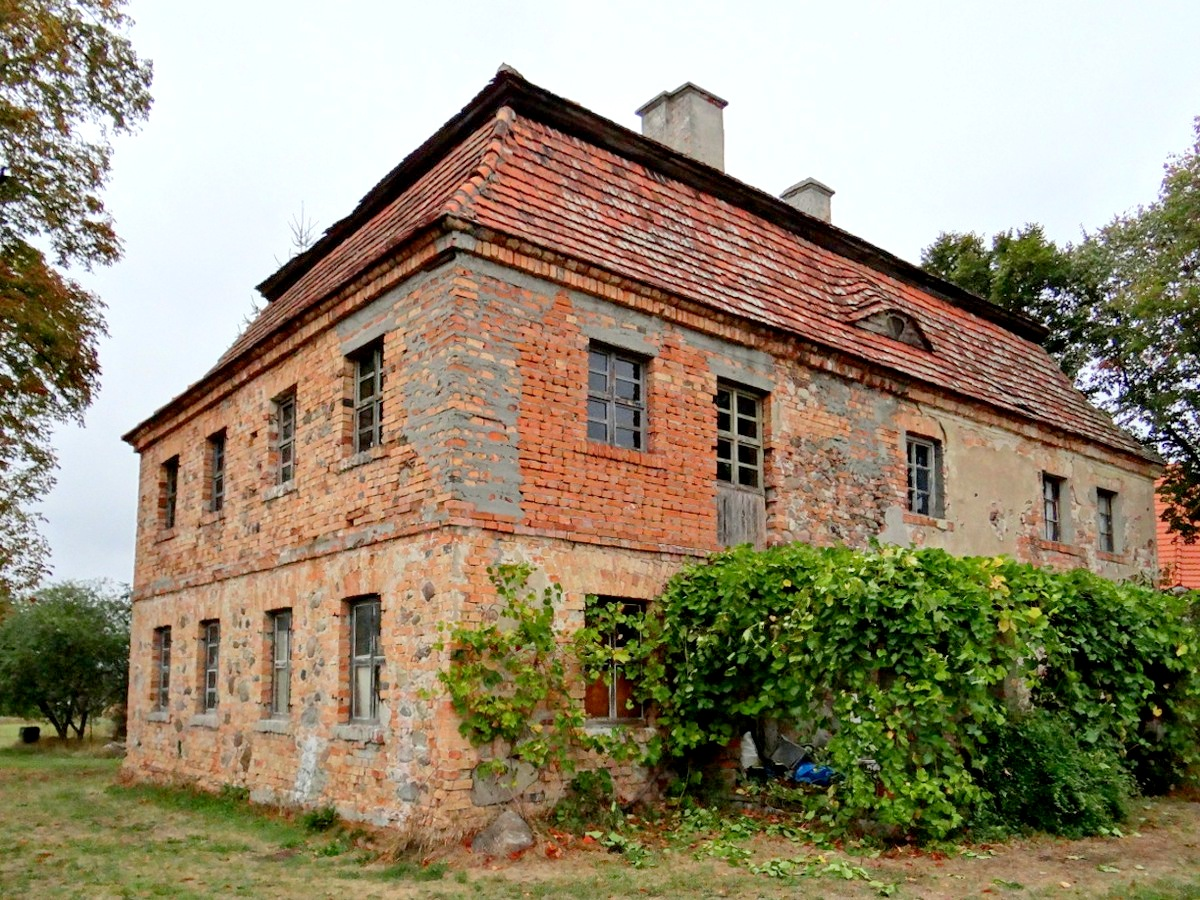
Barokowa plebania

Do wojewódzkiego rejestru zabytków wpisane są:
- zamek, obecnie spichlerz, zbudowany w XVI wieku w stylu renesansowym[5]. W roku 1758 został przez Promnitzów przebudowany na spichlerz. W wyniku przebudowy zostały zatarte cechy stylowe budowli[5]. Murowany z kamienia i cegły, dwuskrzydłowy, pierwotnie dwupiętrowy, a obecnie jednokondygnacyjny z trzema rzędami małych okien. W latach 70 XX wieku zawaliła się więźba dachowa. Zachowały się ślady pierwotnych ścian wewnętrznych, oraz okien[5]
- kościół filialny pod wezwaniem Najświętszego Serca Jezusa, zbudowany w końcu XV/XVI wieku z wykorzystaniem murów starszego[5]; późnogotycki. W XVIII wieku został powiększony o zakrystię i kruchtę. Murowany z kamienia polnego, jednonawowy z wyodrębnionym trójbocznie zamkniętym prezbiterium i prostokątną wieżą od zachodu[5]. Przy prezbiterium znajduje się zakrystia, a przy nawie kruchta. Prezbiterium we wnętrzu nakryte sklepieniem sieciowym, a w zakrystii znajduje się sklepienie kolebkowe[5]. W nawie jest strop z 1714 roku. We wnętrzu znajdują się renesansowe drewniane empory wykonane przez Martena Bisela w 1567 roku[5]. Wyposażenie wnętrza z okresu renesansu i baroku z XVI - XVII w. Zachowała się również późnoromańska kamienna chrzcielnica z XIII w. Kościół jest otoczony kamiennym murem z bramą z 1711 r. Przy murze stała nagrobna kaplica z 1720 r., która w 1968 roku została zdemontowana[5] podczas likwidacji cmentarza ewangelickiego
- plebania, zbudowana w 1765 roku, barokowa, przez wiele lat nie była użytkowana i bliska ruiny została w 1983 roku przejęta do zagospodarowania, zabezpieczona i częściowo wyremontowana[5]. Prace remontowe są kontynuowane od 1997 roku, a od 2000 roku plebania jest miejscem corocznych polsko–niemieckich Spotkań Białowickich.

## Demografia
Białowice na początku XVII wieku liczyły 100 mieszkańców, natomiast w 1818 roku 290.
Liczba mieszkańców miejscowości w poszczególnych latach:
| Rok  | Ilość mieszkańców |
| ---- | ----------------- |
| 1818 | 290               |
| 1998 | 136               |
| 2002 | 141               |
| 2009 | 135               |
| 2011 | 124               |
| 2021 | 120               |